# Календар манифестација у општини Сврљиг
На територији општине Сврљиг током године се одржавају бројне:
- културне манифестације (смотре, фестивали, свечаности, изложбе, културно-уметнички програми)
- гастрономске манифестације
- спортске манифестације
- верске манифестације
- народне манифестације (вашари, заветине)

Неке од најпознатијих културних манифестација на територији општине Сврљиг су:
| Манифестације на територији општине Сврљиг   |                   |                    |
| назив манифестације                          | место             | време одржавања    |
| Пихтијада                                    | Сврљиг            | 18. и 19. јануар   |
| Хлеб наш насушни                             | Манастир Пирковац | 12. мај            |
| Дани гљива, лековитог биља и шумских плодова |                   | Јун                |
| Ликовна колонија „Ars Timacum”               |                   |                    |
| Видовдански турнир у малом фудбалу           |                   | Јун                |
| Сабор гајдаша балканских земаља              |                   | Август             |
| Белмужијада                                  | Сврљиг            | Август             |
| Јанијада                                     | Луково            | Август             |
| Дечји фестивал                               |                   | Август             |
| Хип-хоп фестивал „Сан Дервен”                | Сврљиг            | Август             |
| Сајам зимнице и здраве хране                 | Црнољевица        | 15. октобар        |
| Дани Гордане Тодоровић                       |                   | Октобар / Новембар |
| Божићни фестивал                             |                   | Децембар / Јануар  |